# 統派
統派，是指主張兩岸統一、反對台灣獨立的台灣政治势力、组织或人物。
根据统一方式不同，统派分为“急統”与“緩統”，或者分為“和统”与“武统”。与之相对的，主张“不統、不獨、不武”的则被认为是“维持现状”；主张“台湾独立”的则称为“独派”。
根据政治立场不同，统派大致上分为红统（親中華人民共和國，擁護中國共產黨的一國兩制，主張按「香港模式」統一中國，也有支持武統台灣）、蓝统（秉持反攻大陸，中華民國統一中國，三民主義統一中國，終極統一），左統以及聯合派等不同的派系。这仅是按一般印象来划定，并不是严格意义上的政治学分类，可能存在不同意见。

## 分类

### 政治立场
此處只是憑一般印象所進行的分類，並不具有嚴格的定義與精準的界線。
- 红统[4]：意識形態大致向中國共產黨的親中派靠攏，表明其祖國為中华人民共和国、偏向一國兩制，部分人支持武統台灣，中國大陸有鷹派跟鴿派之分[註 2]。著名人物有林明正、王炳忠、蘇恆、范光棣、張安樂、王建煊、許歷農[5]、邱毅、楊世光、方芳、湯紹成（政大國關中心副研究員)、盧麗安、石安、黃智賢 [6]、郭冠英[7]、林正杰[8]、劉樂妍[9]、璩美凤等。目前较活跃的臺灣親中共派團體，有台湾人民共产党、中华爱国同心会、中华统一促进党、新黨的非主流派系等[10]。

- 左統：部分成員過去曾參與國民黨之外的黨外運動或指控為中共黨員（如陳明忠、林書揚）而具白色恐怖政治犯背景，意識形態靠攏中國共產黨的毛派[11][12]，主張階級意識、自由意志社會主義，與中國國民黨等泛藍陣營過去曾對立。知名人物有林孝信、林书扬、陈明忠[13]、陈映真、苏庆黎[14]、莫那能、蓝博洲、罗美文、鄭村棋、吴荣元、李敖[15]。知名臺灣左統團體則有劳动党、人民民主黨、中国统一联盟（统一联盟党）、夏潮联合会、中國紅統社（非政黨）等。

- 联合派[16]：主張聯邦或邦聯[16]，論述有一中三憲[17]、一中同表、未來一中、一國兩府等等，以新黨主流派系的联合派系統[18]跟張亞中為首在中國國民黨的统派中的非主流代表[19]，包括李勝峰、高金素梅[20]，悟覺妙天[21]、吳斯懷[22]、游毓蘭[22]、連戰[16]、郁慕明[18]、吳成典、洪秀柱、朱高正[23]、陳一新、蘇起[24]、郭正亮等。此外，新党的侯汉廷认为不管怎么统，只要中国人团结、对台湾人好、对两岸同胞好，一家親就好；或认为两岸可以谈出新的模式，知名臺灣聯合派團體則有台灣工黨[25]等等。

- 蓝统：又稱華統、右統。以台湾的中國國民黨或蓝营中的统派為主流代表。他们在兩蔣時期的立场是“反共”（反對中國共產黨）[註 3]、反“台独”，认为中华民国政府是全中国的合法政府，主张中华民国光复大陆、三民主義統一中國和终极统一[註 4]，儘管“光复大陆”可能性較小，但三民主義統一中國和终极统一依舊是“藍統”的終極目標，論述有一國兩區、憲法一中等等。代表人物多為如郝柏村等退役的中華民國國軍將領，以及部分國民黨、台灣民眾黨[28][29]黨員和支持者，例如周錫瑋[30][31]、馮淬帆、陳鳳馨、蕭旭岑、馬英九、狄鶯、賴岳謙、唐湘龍、郝柏村[32]、辛灝年、明居正、林保華、高凌雲、翁曉玲、張榮恭[33]、等，知名臺灣華統團體則有中國青年黨、親民黨、中國民眾黨、三民主義統一中國大同盟、黃復興工作委員會等，知名中國大陸華統團體則有中國泛藍聯盟、香港親中華民國派等。

### 统一方式
- 和統：主張以和平手段達成兩岸統一的目的（和平統一）。當前中國共產黨與其所執政的中華人民共和國政府以「一國兩制」為和統的主要方案。[34]
- 武统：全称“武力统一”，主张用武力解放台湾。以一些对一国两制、和平统一失去信心与耐心的部分学者为代表[35]。如旅美社会学者李毅在2016年发文称“和平统一已无可能”，主张台湾问题不能无限期拖延下去，应在2020年就通过武力解决。[36]
- 缓统：主张维持现状，在中國大陸民主轉型後達至终极统一。1991年，中華民國總統李登輝任內通過《國家統一綱領》，取代先前的三民主義統一中國政策，改為終極統一，在中國大陸未完成自由民主轉型前，反對設定時程表來達成中國統一的急統主張[37][38][39]。2017年，中華民國前行政院長郝柏村在菲律宾演说时明确指出，“台独绝对是死路，九二共识为两岸和平发展到和平统一，是两岸人民唯一道路；现阶段以弃独、不武、缓统，才能维持两岸统一前的现状[27]。”

## 统派政党和组织列表
| 政治團體                   | 成立时间                   | 总部                                     | 最高领导人                 | 主张 | 對兩岸發展之影響           | 對台影響                   |
| 現存支持兩岸統一之政治團體 | 現存支持兩岸統一之政治團體 | 現存支持兩岸統一之政治團體               | 現存支持兩岸統一之政治團體 | 現存支持兩岸統一之政治團體 | 現存支持兩岸統一之政治團體 | 現存支持兩岸統一之政治團體 |
| -------------------------- | -------------------------- | ---------------------------------------- | -------------------------- | --- | -------------------------- | -------------------------- |
| 中國國民黨                 | 1894年11月24日             | 中華民國臺北市中山區八德路二段232－234號 | 朱立倫主席                 | 「九二共識、一中各表」，兩岸以和平協議結束敵對狀況。主張按照《中華民國憲法》規定追求兩岸終極統一，反對台獨。                       | 大                         | 大                         |
| 中国共产党                 | 1921年7月23日              | 中华人民共和国北京市中南海               | 习近平总书记               | 九二共识、一国两制、和平统一，反对台独                                                                                             | 大                         | 大                         |
| 台灣民主自治同盟           | 1947年11月                 | 中华人民共和国北京市                     | 蘇輝主席                   | 一国两制 | 小                         | 小                         |
| 中国国民党革命委员会       | 1948年1月                  | 中华人民共和国北京市                     | 郑建邦主席                 | 和平统一 | 小                         | 小                         |
| 三民主義統一中國大同盟     | 1982年11月                 | 中華民國臺北市                           | 葛永光理事長               | 三民主義統一中國 | 小                         | 小                         |
| 夏潮联合会                 | 1987年5月17日              | 中華民國台北市                           | 陳福裕會長                 | 和平統一 | 小                         | 小                         |
| 中國民眾黨                 | 1987年11月                 | 中華民國新北市                           | 王忠泉总裁                 | 三民主義統一中國 | 小                         | 小                         |
| 中國統一聯盟               | 1988年4月                  | 中華民國台北市                           | 戚嘉林主席                 | 一國兩制、和平統一 | 小                         | 小                         |
| 勞動黨                     | 1989年3月29日              | 中華民國台北市                           | 吳榮元主席                 | 兩岸和解、和平統一 | 小                         | 小                         |
| 新同盟会                   | 1993年6月                  | 中華民國台湾省                           | 许历农会长                 | 反对台独，赞成统一。 | 小                         | 小                         |
| 新黨                       | 1993年8月                  | 中華民國台北市                           | 吴成典主席                 | 清廉制衡、公義均富、族群和諧、國家統一，在中國實現民族統一、民權自主、民生均富的三民主義新中國。                                   | 小                         | 中                         |
| 中華愛國同心會             | 1993年11月                 | 中華民國台北市                           | 周慶峻会长                 | 一国两制、反对台独 | 小                         | 小                         |
| 親民黨                     | 2000年3月                  | 中華民國台北市                           | 宋楚瑜主席                 | “亲民党的态度非常明确，我们坚持两岸一中，大陆是中國的一部分，台湾也是中国的一部分，追求一个统一的中国是两岸所有中国人共同的责任。” | 中                         | 中                         |
| 中華民族致公黨             | 2000年12月                 | 中華民國台北市                           | 陳柏光主席                 | 兩岸交流、和平統一 | 小                         | 小                         |
| 中華統一促進黨             | 2005年9月                  | 中華民國台北市                           | 張馥堂主席 張安樂總裁      | 一国两制、國家統一 | 小                         | 小                         |
| 全美反独促统联盟           | 2010年5月                  | 美国纽约州纽约市                         | 陈清泉主席 梁冠军主席      | 反对台独、藏独和疆独 | 小                         | 小                         |
| 人民民主黨                 | 2011年10月2日              | 中華民國新北市                           | 鄭村棋召集人               | 社會主義一國一制、反對一國兩制 | 小                         | 小                         |
| 台灣人民共產黨             | 2017年2月                  | 中華民國台南市                           | 林德旺总理                 | 坚持九二共识，推动两岸和平 | 小                         | 小                         |
| 海外中国台湾促统联盟       | 2017年12月                 | 美国纽约州紐約市法拉盛                   | 方振主任                   | 两岸和平统一 | 小                         | 小                         |
| 中國紅色統一黨             | 2019年6月16日              | 中華民國台北市                           | 黃榮章主席                 | 一国两制、反对台独 | 小                         | 小                         |

## 事件
2017年12月17日，中華民國立法院三读通过“组织修正案，未来如果统派团体被认定滋事，最重可处十年徒刑，得并科一亿元以下罚金。民进党籍立法委員王定宇称，修法的原因是“中共政府在幕后操控台湾黑帮分子，介入各种陈抗活动，扰乱社会治安”。李俊俋则明确指出，旧法中必须同时符合持续性与牟利性，实务上无法处理统促党或爱国同心会的犯罪行为。12月19日，4名新党党工遭台湾警调部门搜查、带走。在转移过程中面对人群高呼：“打倒美日汉奸政权！”、“感谢蔡英文成全！”等口号。当日，大陸国台办谴责蔡英文政府对独派袒护和纵容，和对统派打压和迫害的做法。12月21日，中国统一联盟主席戚嘉林呼吁蔡英文政府停止对统派的迫害。